# Kenilworth (Warwickshire)
Kenilworth ist eine Stadt und eine Verwaltungseinheit im District Warwick in der Grafschaft Warwickshire, England. Kenilworth ist 13 km von Warwick entfernt. Im Jahr 2011 hatte sie 22.413 Einwohner.

## Geschichte
Kenilworth wird im Domesday Book von 1086 als Chinewrde identifiziert. Der Normanne Geoffrey de Clinton stiftete 1122 die Augustinerabtei Kenilworth, damals noch als Priorat (Kloster ab 1450), die heute nur noch als eindrucksvolle Ruine überliefert ist. Etwa um die gleiche Zeit, möglicherweise auch etwas früher, muss Kenilworth Castle entstanden sein. Die aus dem Buntsandstein der Gegend errichtete Burganlage war mehrfach Schauplatz historisch bedeutsamer Ereignisse.
Im zweiten Krieg der Barone kam es hier 1266 zu einer Belagerung. Als Friedensangebot formulierte Richard von Cornwall für Heinrich III. das Dictum of Kenilworth. Das Angebot wurde zunächst von den Baronen abgelehnt, schließlich aber wegen Hunger und Krankheit in den Reihen der Barone akzeptiert.
1326 bis 1327 wurde Eduard II. hier festgehalten.
Während der Rosenkriege avancierte Kenilworth zu einem wichtigen Stützpunkt des Hauses Lancaster. Mitte des 16. Jahrhunderts bezog Robert Dudley, 1. Earl of Leicester Kenilworth Castle. Sein Leben und die Zeit wurde zum Gegenstand des Romans Kenilworth von Walter Scott und der Oper Il castello di Kenilworth von Gaetano Donizetti von 1826.
Bei einem Besuch Elizabeths I. 1575 wurde die St. Nicholas Church geweiht.
Während des englischen Bürgerkriegs wurde Kenilworth Castle 1649 geschleift.
Die 1778 errichtete Windmühle wurde 1884 in einen Wasserturm umgebaut.
Der Uhrenturm wurde 1906–1907 von George Marshall Turner gestiftet. Nach der erheblichen Zerstörung im Zweiten Weltkrieg wurde er in den 1970er saniert wieder errichtet.

## Wirtschaft
Mit dem Beginn des 18. Jahrhunderts etablierten sich Manufakturen für die Herstellung von Hornkämmen. Ab 1844 wurde Kenilworth an das Bahnnetz angeschlossen. Damit wurden Coventry und Birmingham schnell erreichbar. Seit 1974 führt die Autobahn A46 road an Kenilworth vorbei.

## Politik
Der Wahlkreis von Kenilworth ist seit 2010 Kenilworth and Southam. Früher bestand der Wahlkreis Rugby and Kenilworth.
Der Kenilworth Urban District wurde 1974 in den neuen Warwick District überführt.

## Städtepartnerschaft
Sowohl mit der hessischen Stadt Eppstein seit 1994 als auch mit der französischen Stadt Bourg-la-Reine im Département Hauts-de-Seine (Île de France) bestehen Städtepartnerschaften.

## Sehenswürdigkeiten

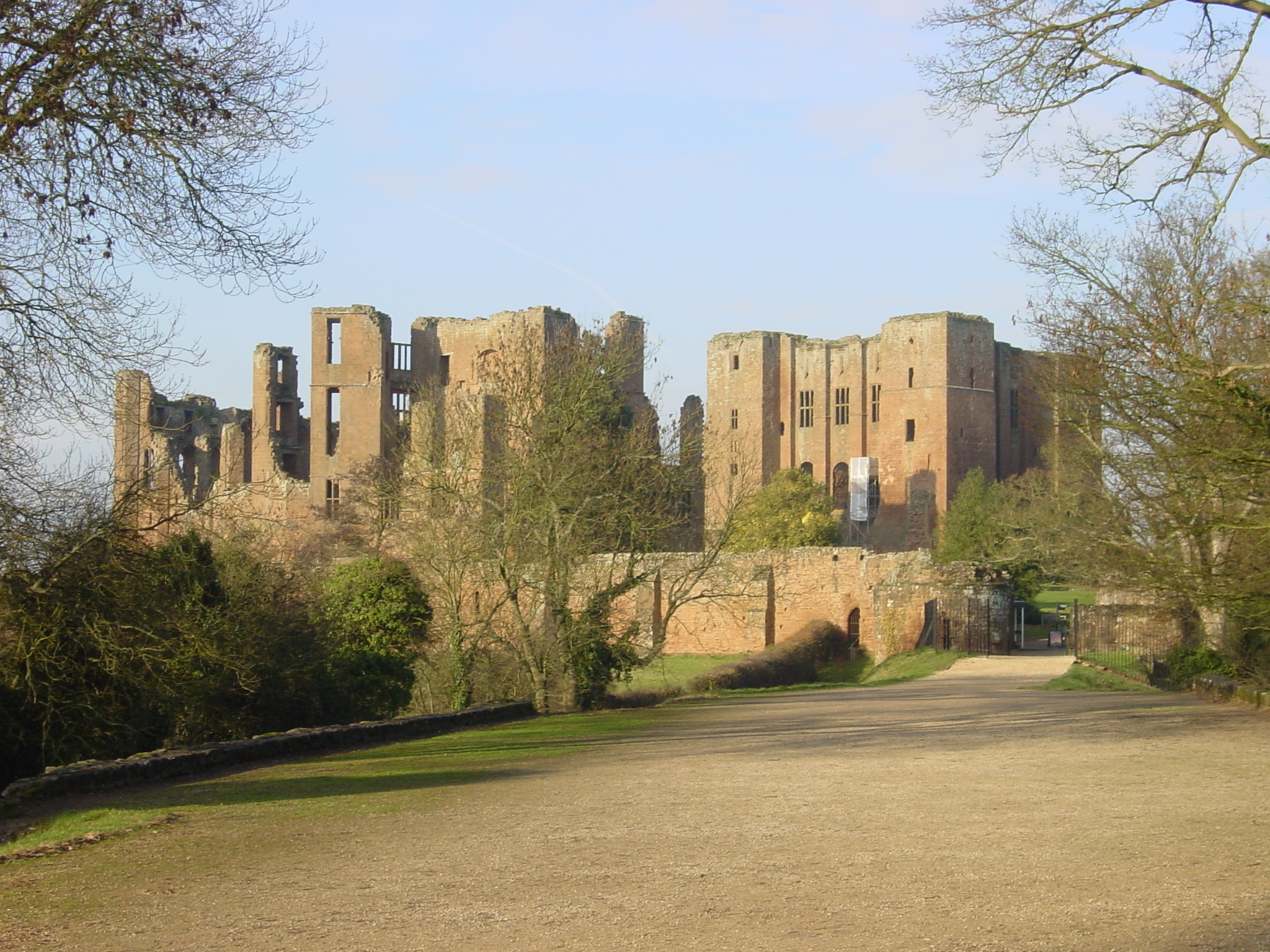
Kenilworth Castle
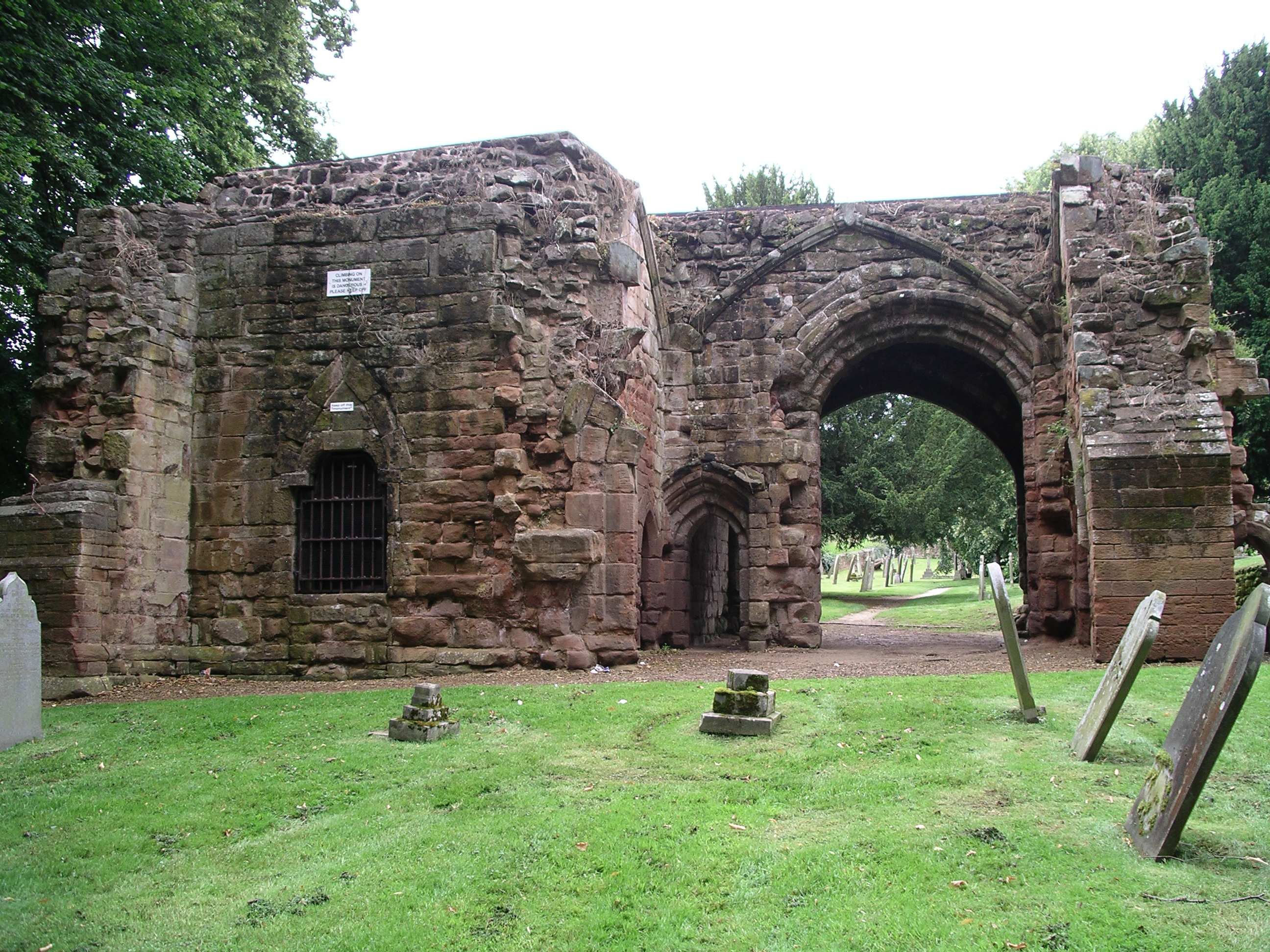
Kenilworth Abbey
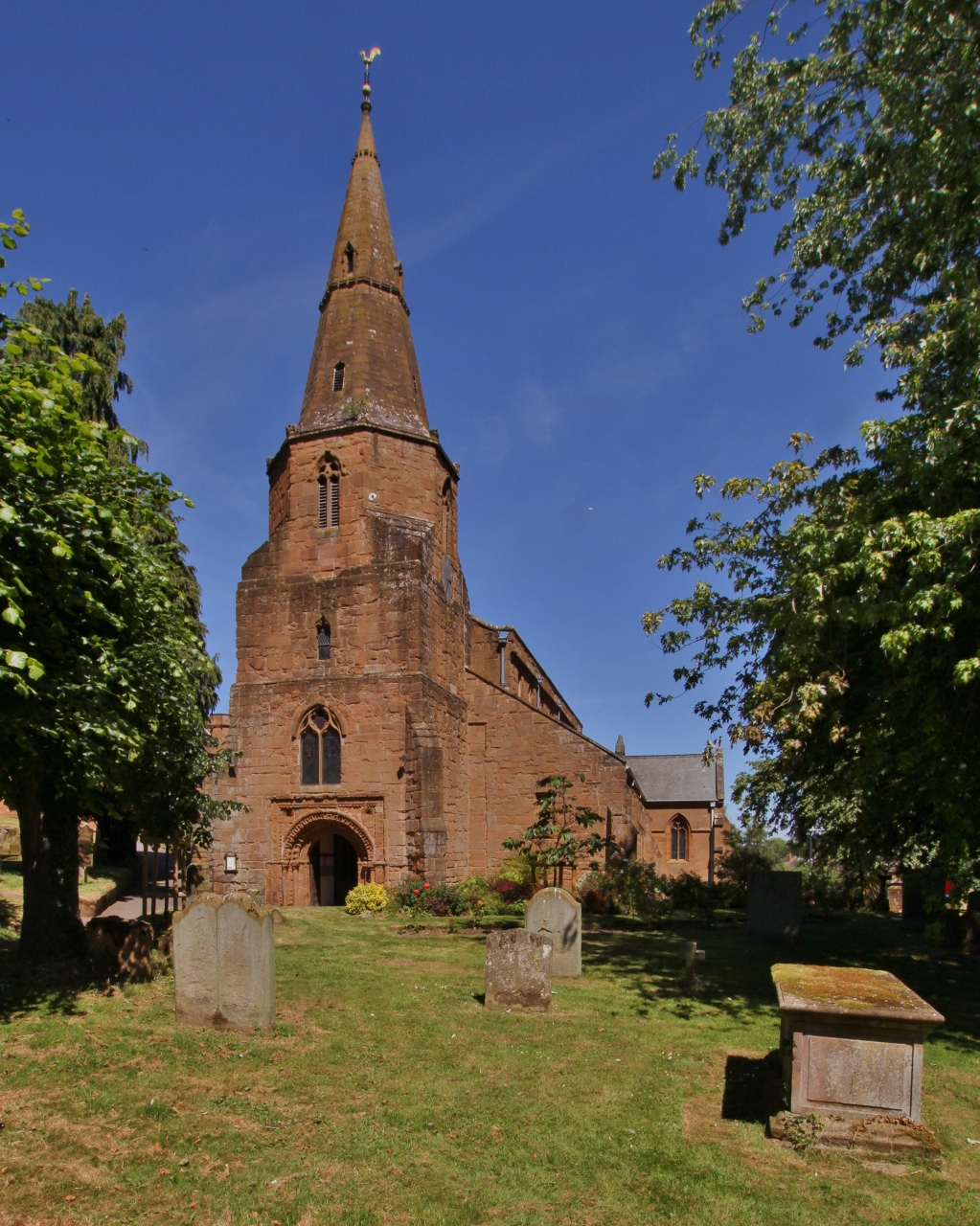
St Nicholas Church
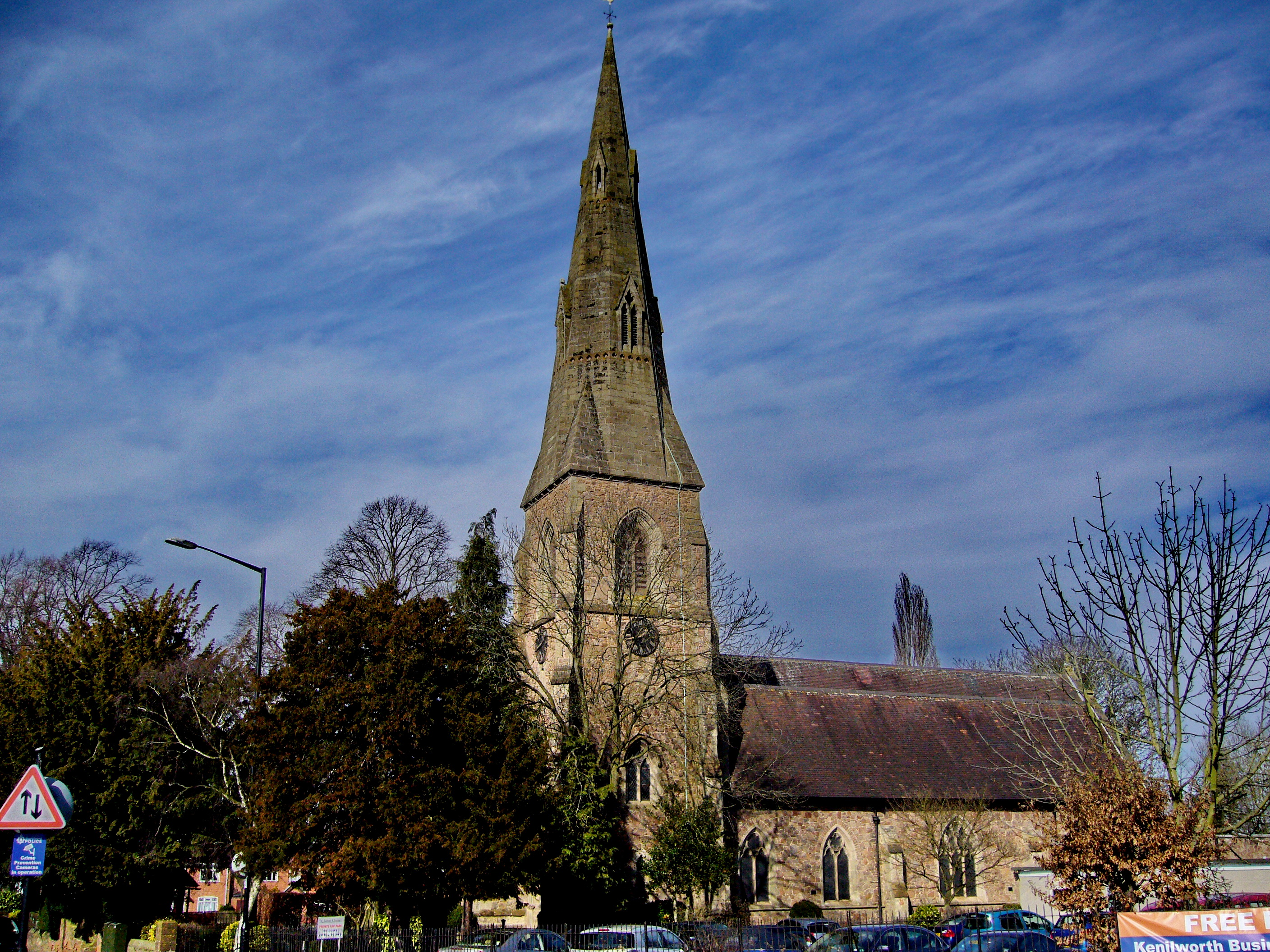
Church St John the Evangelist

- Kenilworth Castle
- Kenilworth Abbey
- St Nicholas Church
- Church St John the Evangelist

## Persönlichkeiten
- Samuel Butler (1774–1839), Gelehrter
- John Bird Sumner (1780–1862), Erzbischof von Canterbury
- Charles Sumner (1790–1874), Bischof von Winchester
- Anna Worsley Russell (1807–1876), Botanikerin
- Henry George Webster (1917–2007), Automobil-Ingenieur
- Earl Cameron (1917–2020), Schauspieler
- Walter Richie (1919–1991), Bildhauer
- Basil Healey (* 1933), Leichtathlet, Silbermedaillengewinner 1964 im Marathon
- Julia Slingo (* 1950), Meteorologin
- Peter Marlow (1952–2016), Fotograf
- Tim Flowers (* 1967), Fußballspieler (Torwart) und -trainer
- Sarah-Jane Perry (* 1990), Squash-Spielerin

## Trivia
Der Roman Kenilworth von Sir Walter Scott aus dem Jahre 1821 lenkte die öffentliche Aufmerksamkeit auf die Ruinen von Kenilworth bzw. auf die Vorgänge auf Kenilworth Castle 1575. Scott inspirierte dadurch sowohl Gaetano Donizetti zu seiner Oper als auch das Schauspiel Die Flucht nach Kenilworth von Johann Reinhold von Lenz (genannt Kühne) von 1826.